# Kvalificerad skyddsidentitet
En kvalificerad skyddsidentitet innebär att en tjänsteman vid Polismyndigheten, Säkerhetspolisen eller Försvarsmakten kan beviljas en tillfällig ny identitet, som används för spanings- eller utredningsverksamhet vid allvarlig brottslighet eller vid försvarsunderrättelseverksamhet som går ut på att inhämta underrättelser med särskilda metoder.
En kvalificerad skyddsidentitet innebär att Transportstyrelsen kan utfärda ett körkort i falskt namn, liksom att pass och andra identitetshandlingar kan utfärdas av statliga myndigheter. Därutöver kan Skatteverket registrera den falska identiteten i folkbokföringsdatabasen, men bara om de föregående åtgärderna inte är tillräckliga. 
Regelverket finns i lagen (2006:939) om kvalificerade skyddsidentiteter. Säkerhets- och integritetsskyddsnämnden och Försvarsmakten är de myndigheter som fattar beslut enligt lagen. Ett beslut gäller i två år men kan förlängas löpande med två år i taget.
Den som har en kvalificerad skyddsidentitet kan vittna under sitt falska namn, men måste uppge för rätten att det är fråga om en kvalificerad skyddsidentitet (se 36 kap. 10 § rättegångsbalken). Anonyma vittnen och anonyma vittnesmål (se vittnesanonymitet) är i regel inte tillåtna i Sverige, men kvalificerade skyddsidentiteter är det närmaste anonyma vittnen som rättegångsbalken tillåter.